# 1. Fußball-Club Nürnberg Verein für Leibesübungen 1981-1982
Questa voce raccoglie le informazioni riguardanti il 1. Fußball-Club Nürnberg Verein für Leibesübungen nelle competizioni ufficiali della stagione 1981-1982.

## Stagione
Nella stagione 1981-1982 il Norimberga, allenato da Heinz Elzner e Udo Klug, concluse il campionato di Bundesliga al 13º posto. In Coppa di Germania il Norimberga perse la finale con dal Bayern Monaco.

## Rosa
| N. |                     | Ruolo | Calciatore        |
| -- | ------------------- | ----- | ----------------- |
|    | Germania (bandiera) | P     | Bernhard Hartmann |
|    | Germania (bandiera) | P     | Rudolf Kargus     |
|    | Germania (bandiera) | D     | Norbert Eder      |
|    | Germania (bandiera) | D     | Günter Eymold     |
|    | Germania (bandiera) | D     | Ferdinand Glaser  |
|    | Germania (bandiera) | D     | Alois Reinhardt   |
|    | Germania (bandiera) | D     | Norbert Schlegel  |
|    | Germania (bandiera) | D     | Peter Stocker     |
|    | Germania (bandiera) | D     | Jürgen Täuber     |
|    | Germania (bandiera) | D     | Horst Weyerich    |
|    | Germania (bandiera) | C     | Reinhard Brendel  |
|    | Germania (bandiera) | C     | Thomas Brunner    |

| N. |                     | Ruolo | Calciatore           |
| -- | ------------------- | ----- | -------------------- |
|    | Germania (bandiera) | C     | Michael Eggert       |
|    | Austria (bandiera)  | C     | Reinhold Hintermaier |
|    | Germania (bandiera) | C     | Dieter Lieberwirth   |
|    | Germania (bandiera) | C     | Reinhold Schöll      |
|    | Germania (bandiera) | C     | Klaus Wabra          |
|    | Germania (bandiera) | C     | Rudolf Wabra         |
|    | Germania (bandiera) | A     | Werner Dreßel        |
|    | Germania (bandiera) | A     | Wolfgang Frank       |
|    | Germania (bandiera) | A     | Werner Heck          |
|    | Germania (bandiera) | A     | Herbert Heidenreich  |
|    | Germania (bandiera) | A     | Richard Vollath      |

## Organigramma societario
Area tecnica
- Allenatore: Udo Klug
- Allenatore in seconda:
- Preparatore dei portieri:
- Preparatori atletici:

## Calciomercato

### Sessione estiva
| Acquisti | Acquisti         | Acquisti          | Acquisti |
| R.       | Nome             | da                | Modalità |
| -------- | ---------------- | ----------------- | -------- |
| C        | Rudolf Wabra     | Borussia Dortmund |          |
| A        | Werner Dreßel    | Amburgo           |          |
| D        | Ferdinand Glaser | Norimberga II     |          |
| D        | Jürgen Täuber    | Schalke 04        |          |

| Cessioni | Cessioni            | Cessioni           | Cessioni |
| R.       | Nome                | a                  | Modalità |
| -------- | ------------------- | ------------------ | -------- |
| A        | Dieter Trunk        | Fortuna Colonia    |          |
| D        | Bertram Beierlorzer | Bayern Monaco      |          |
| A        | Franz Oberacher     | AZ Alkmaar         |          |
| A        | Georg Volkert       | Hummelsbütteler SV |          |

### Sessione invernale
| Acquisti | Acquisti | Acquisti | Acquisti |
| R.       | Nome     | da       | Modalità |
| -------- | -------- | -------- | -------- |

| Cessioni | Cessioni | Cessioni | Cessioni |
| R.       | Nome     | a        | Modalità |
| -------- | -------- | -------- | -------- |

## Risultati

### Bundesliga

#### Girone di andata
| Arbitro: | Linn |

|                      |           |  |
| Patzke 35’ Lemke 84’ | Marcatori |  |

| Arbitro: | Horstmann |

|          |           |                                    |
| Heck 63’ | Marcatori | 53’ (rig.) Bonhof 78’, 84’ Fischer |

| Arbitro: | Huster |

|                                     |           |                 |
| Nickel 64’ Nachtweih 73’ Anthes 90’ | Marcatori | 88’ Lieberwirth |

| Arbitro: | Pauly |

|  |           |                                    |
|  | Marcatori | 55’ Hrubesch 64’ Magath 88’ Jakobs |

| Arbitro: | Engel |

|                                         |           |                          |
| Fruck 4’ Seliger 33’ (rig.), 36’ (rig.) | Marcatori | 39’ Heck 47’ Lieberwirth |

| Norimberga 12 settembre 1981, ore 15:30 CEST 6ª giornata | Norimberga | 0 – 0 referto | Stoccarda | Städtisches Stadion (25 000 spett.)\| Arbitro: \| Roth \| |
| Arbitro:                                                 | Roth       |               |           |                                                           |

| Arbitro: | Niebergall |

|                                    |           |                            |
| Mill 21’, 34’ Hannes 23’ Bruns 54’ | Marcatori | 26’ Dreßel 36’ Lieberwirth |

| Arbitro: | Kasperowski |

|            |           |  |
| Dreßel 21’ | Marcatori |  |

| Arbitro: | Gabor |

|                     |           |                 |
| Breitner 33’ (rig.) | Marcatori | 77’ Hintermaier |

| Arbitro: | Horeis |

|                                                |           |                         |
| Lieberwirth 13’ Dreßel 48’ Weyerich 90’ (rig.) | Marcatori | 57’ Gelsdorf 78’ Økland |

| Arbitro: | Hontheim |

|                      |           |            |
| Hahn 17’ Mattern 23’ | Marcatori | 37’ Eggert |

| Arbitro: | Eschweiler |

|                          |           |           |
| Hintermaier 27’ Heck 52’ | Marcatori | 85’ Meier |

| Arbitro: | Föckler |

|           |           |                 |
| Theis 46’ | Marcatori | 87’ Lieberwirth |

| Arbitro: | Ahlenfelder |

|                                 |           |          |
| Eggert 34’ Stocker 57’ Heck 85’ | Marcatori | 38’ Groß |

| Arbitro: | Wahmann |

|                                                |           |                   |
| Tripbacher 23’, 83’ Geyer 32’ Grobe 67’ (rig.) | Marcatori | 52’ Heck 70’ Eder |

| Arbitro: | Redelfs |

|                                         |           |                        |
| Täuber 5’ Heck 17’, 66’ Heidenreich 89’ | Marcatori | 43’ Briegel 72’ Melzer |

| Arbitro: | Retzmann |

|                                         |           |          |
| Burgsmüller 45’ Votava 67’ Rüssmann 69’ | Marcatori | 50’ Heck |

#### Girone di ritorno
| Arbitro: | Tritschler |

|                              |           |          |
| Weyerich 27’ Heidenreich 51’ | Marcatori | 43’ Blau |

| Arbitro: | Niebergall |

|                                             |           |          |
| Woodcock 15’, 27’ Engels 54’ Littbarski 77’ | Marcatori | 40’ Heck |

| Arbitro: | Hennig |

|                                                          |           |                                         |
| Lieberwirth 17’ Hintermaier 35’ Dreßel 58’, 86’ Heck 83’ | Marcatori | 33’ Borchers 63’ Falkenmayer 87’ Künast |

| Arbitro: | Uhlig |

|                                                                          |           |          |
| Hartwig 2’ Milewski 40’ Memering 42’ Magath 57’, 65’ Hrubesch 81’ (rig.) | Marcatori | 76’ Heck |

| Norimberga 13 febbraio 1982, ore 15:30 CET 22ª giornata | Norimberga | 0 – 0 referto | Duisburg | Städtisches Stadion (15 000 spett.)\| Arbitro: \| Föckler \| |
| Arbitro:                                                | Föckler    |               |          |                                                              |

| Arbitro: | Assenmacher |

|              |           |                            |
| Reichert 83’ | Marcatori | 42’ Lieberwirth 90’ Dreßel |

| Arbitro: | Luca |

|                                               |           |                  |
| Hintermaier 9’ Täuber 11’ Weyerich 79’ (rig.) | Marcatori | 57’, 76’ Pinkall |

| Arbitro: | Heitmann |

|                       |           |  |
| Lienen 48’ Schock 53’ | Marcatori |  |

| Arbitro: | Ahlenfelder |

|  |           |                                   |
|  | Marcatori | 28’, 49’ Güttler 61’ Sigurvinsson |

| Arbitro: | Roth |

|                                               |           |  |
| Sackewitz 29’ Szech 51’ Økland 71’ Herzog 79’ | Marcatori |  |

| Arbitro: | Eschweiler |

|            |           |             |
| Dreßel 44’ | Marcatori | 30’ Mattern |

| Arbitro: | Pauly |

|                               |           |          |
| Reinders 36’, 64’ (rig.), 67’ | Marcatori | 34’ Eder |

| Arbitro: | Retzmann |

|                                |           |                     |
| Dreßel 46’ Weyerich 55’ (rig.) | Marcatori | 80’ Fach 90’ Thiele |

| Arbitro: | Redelfs |

|                                  |           |                             |
| Groß 66’ Hartung 87’ Schüler 90’ | Marcatori | 6’ Heck 76’ (rig.) Weyerich |

| Arbitro: | Engel |

|                                             |           |  |
| Dreßel 2’ Heck 53’, 90’ Weyerich 71’ (rig.) | Marcatori |  |

| Arbitro: | Kasperowski |

|                        |           |            |
| Hofeditz 21’ Dusek 41’ | Marcatori | 89’ Täuber |

| Arbitro: | Linn |

|                                           |           |  |
| Weyerich 8’ Reinhardt 41’ Heidenreich 56’ | Marcatori |  |

### Coppa di Germania
| Arbitro: | Neuner |

|  |           |                              |
|  | Marcatori | 27’ Schlegel 44’ Lieberwirth |

| Arbitro: | Assenmacher |

|  |           |                 |
|  | Marcatori | 64’ Heidenreich |

| Arbitro: | Heitmann |

|                   |           |  |
| Heck 41’ Eder 83’ | Marcatori |  |

| Arbitro: | Linn |

|                     |           |                              |
| Schatzschneider 27’ | Marcatori | 57’ Heck 82’ Eggert 83’ Eder |

| Arbitro: | Redelfs |

|                                         |           |              |
| Heidenreich 27’ Weyerich 41’ Dreßel 66’ | Marcatori | 60’ Matthäus |

| Arbitro: | Stäglich |

|                                 |           |  |
| Brunner 20’ Weyerich 58’ (rig.) | Marcatori |  |

| Arbitro: | Hennig |

|                                                         |           |                            |
| Rummenigge 54’ Kraus 65’ Breitner 72’ (rig.) Hoeneß 89’ | Marcatori | 31’ Hintermaier 44’ Dreßel |

## Statistiche

### Statistiche di squadra
| Competizione      | Punti | In casa | In casa | In casa | In casa | In casa | In casa | In trasferta | In trasferta | In trasferta | In trasferta | In trasferta | In trasferta | Totale | Totale | Totale | Totale | Totale | Totale | DR  |
| Competizione      | Punti | G       | V       | N       | P       | Gf      | Gs      | G            | V            | N            | P            | Gf           | Gs           | G      | V      | N      | P      | Gf     | Gs     | DR  |
| ----------------- | ----- | ------- | ------- | ------- | ------- | ------- | ------- | ------------ | ------------ | ------------ | ------------ | ------------ | ------------ | ------ | ------ | ------ | ------ | ------ | ------ | --- |
| Bundesliga        | 28    | 17      | 10      | 4       | 3       | 34      | 24      | 17           | 1            | 2            | 14           | 19           | 48           | 34     | 11     | 6      | 17     | 53     | 72     | -19 |
| Coppa di Germania | -     | 3       | 3       | 0       | 0       | 7       | 1       | 4            | 3            | 0            | 1            | 8            | 5            | 7      | 6      | 0      | 1      | 15     | 6      | +9  |
| Totale            | 28    | 20      | 13      | 4       | 3       | 41      | 25      | 21           | 4            | 2            | 15           | 27           | 53           | 41     | 17     | 6      | 18     | 68     | 78     | -10 |

### Andamento in campionato
| Giornata  | 1  | 2  | 3  | 4  | 5  | 6  | 7  | 8  | 9  | 10 | 11 | 12 | 13 | 14 | 15 | 16 | 17 | 18 | 19 | 20 | 21 | 22 | 23 | 24 | 25 | 26 | 27 | 28 | 29 | 30 | 31 | 32 | 33 | 34 |
| --------- | -- | -- | -- | -- | -- | -- | -- | -- | -- | -- | -- | -- | -- | -- | -- | -- | -- | -- | -- | -- | -- | -- | -- | -- | -- | -- | -- | -- | -- | -- | -- | -- | -- | -- |
| Luogo     | T  | C  | T  | C  | T  | C  | T  | C  | T  | C  | T  | C  | T  | C  | T  | C  | T  | C  | T  | C  | T  | C  | T  | C  | T  | C  | T  | C  | T  | C  | T  | C  | T  | C  |
| Risultato | P  | P  | P  | P  | P  | N  | P  | V  | N  | V  | P  | V  | N  | V  | P  | V  | P  | V  | P  | V  | P  | N  | V  | V  | P  | P  | P  | N  | P  | N  | P  | V  | P  | V  |
| Posizione | 17 | 17 | 18 | 18 | 18 | 18 | 18 | 18 | 18 | 16 | 18 | 17 | 16 | 13 | 16 | 12 | 13 | 12 | 12 | 12 | 12 | 12 | 12 | 12 | 12 | 12 | 13 | 13 | 14 | 13 | 15 | 13 | 14 | 13 |

Legenda:

Luogo: C = Casa; T = Trasferta. Risultato: V = Vittoria; N = Pareggio; P = Sconfitta.

### Statistiche dei giocatori
| Giocatore      | Bundesliga | Bundesliga | Bundesliga  | Bundesliga | Coppa di Germania | Coppa di Germania | Coppa di Germania | Coppa di Germania | Totale   | Totale | Totale      | Totale     |
| Giocatore      | Presenze   | Reti       | Ammonizioni | Espulsioni | Presenze          | Reti              | Ammonizioni       | Espulsioni        | Presenze | Reti   | Ammonizioni | Espulsioni |
| -------------- | ---------- | ---------- | ----------- | ---------- | ----------------- | ----------------- | ----------------- | ----------------- | -------- | ------ | ----------- | ---------- |
| R. Brendel     | 1          | 0          | 0           | 0          | 2                 | 0                 | 0                 | 0                 | 3        | 0      | 0           | 0          |
| T. Brunner     | 17         | 0          | 0           | 0          | 2                 | 1                 | 0                 | 0                 | 19       | 1      | 0           | 0          |
| W. Dreßel      | 31         | 9          | 0           | 0          | 7                 | 2                 | 0                 | 0                 | 38       | 11     | 0           | 0          |
| N. Eder        | 32         | 2          | 6           | 0          | 7                 | 2                 | 1                 | 0                 | 39       | 4      | 7           | 0          |
| M. Eggert      | 11         | 2          | 0           | 0          | 2                 | 1                 | 0                 | 0                 | 13       | 3      | 0           | 0          |
| G. Eymold      | 0          | 0          | 0           | 0          | 0                 | 0                 | 0                 | 0                 | 0        | 0      | 0           | 0          |
| W. Frank       | 3          | 0          | 0           | 0          | 0                 | 0                 | 0                 | 0                 | 3        | 0      | 0           | 0          |
| F. Glaser      | 4          | 0          | 1           | 0          | 1                 | 0                 | 0                 | 0                 | 5        | 0      | 1           | 0          |
| B. Hartmann    | 4          | 0          | 0           | 0          | 0                 | 0                 | 0                 | 0                 | 4        | 0      | 0           | 0          |
| W. Heck        | 33         | 14         | 4           | 0          | 7                 | 2                 | 0                 | 0                 | 40       | 16     | 4           | 0          |
| H. Heidenreich | 34         | 3          | 0           | 0          | 7                 | 2                 | 0                 | 0                 | 41       | 5      | 0           | 0          |
| R. Hintermaier | 30         | 4          | 4           | 0          | 5                 | 1                 | 2                 | 0                 | 35       | 5      | 6           | 0          |
| R. Kargus      | 30         | 0          | 1           | 0          | 7                 | 0                 | 0                 | 0                 | 37       | 0      | 1           | 0          |
| D. Lieberwirth | 28         | 7          | 1           | 0          | 6                 | 1                 | 1                 | 0                 | 34       | 8      | 2           | 0          |
| A. Reinhardt   | 27         | 1          | 2           | 0          | 5                 | 0                 | 0                 | 0                 | 32       | 1      | 2           | 0          |
| N. Schlegel    | 8          | 0          | 0           | 0          | 3                 | 1                 | 0                 | 0                 | 11       | 1      | 0           | 0          |
| R. Schöll      | 26         | 0          | 5           | 0          | 5                 | 0                 | 2                 | 0                 | 31       | 0      | 7           | 0          |
| P. Stocker     | 28         | 1          | 1           | 0          | 6                 | 0                 | 1                 | 0                 | 34       | 1      | 2           | 0          |
| D. Trunk       | 4          | 0          | 0           | 0          | 0                 | 0                 | 0                 | 0                 | 4        | 0      | 0           | 0          |
| J. Täuber      | 32         | 3          | 5           | 0          | 6                 | 0                 | 2                 | 0                 | 38       | 3      | 7           | 0          |
| R. Vollath     | 1          | 0          | 0           | 0          | 0                 | 0                 | 0                 | 0                 | 1        | 0      | 0           | 0          |
| K. Wabra       | 0          | 0          | 0           | 0          | 0                 | 0                 | 0                 | 0                 | 0        | 0      | 0           | 0          |
| R. Wabra       | 0          | 0          | 0           | 0          | 0                 | 0                 | 0                 | 0                 | 0        | 0      | 0           | 0          |
| H. Weyerich    | 26         | 7          | 5           | 1          | 7                 | 2                 | 0                 | 0                 | 33       | 9      | 5           | 1          |